# 목동자리 크시
목동자리 크시는 목동자리에 있는 쌍성으로 지구에서 21.8광년 떨어져 있다. 이 별은 목동자리의 천체들 중 지구에서 가장 가깝기도 하다.
주성 목동자리 크시 A는 태양과 같은 황색 왜성 G이자 분광형은 G8이고, 용자리 BY 변광성으로 겉보기 등급이 10일 간격으로 4.52에서 4.67까지 변한다. 반성 목동자리 크시 B는 오렌지색 왜성으로 분광형은 K4이다. 날씨가 좋으면 작은 망원경으로도 두 별을 분리해서 관측할 수 있다.
적외선 영역으로 관측한 결과 주성 A의 주위에 카이퍼 대가 있을 가능성이 제기되었다. 이 카이퍼 대(또는 먼지 원반)의 총 질량은 달의 약 2.4배 정도로 예상된다.(태양계의 카이퍼 대 총 질량은 달의 약 8.2배에 이른다)